# بونویل (کارولینای شمالی)
بونویل (به انگلیسی: Boonville) شهری در ایالت کارولینای شمالی کشور ایالات متحده آمریکا است که جمعیت آن در سرشماری سال ۲۰۱۰ میلادی، ۱٬۲۲۲ نفر بوده‌است.